# Schlosskapelle (Aschaffenburg)

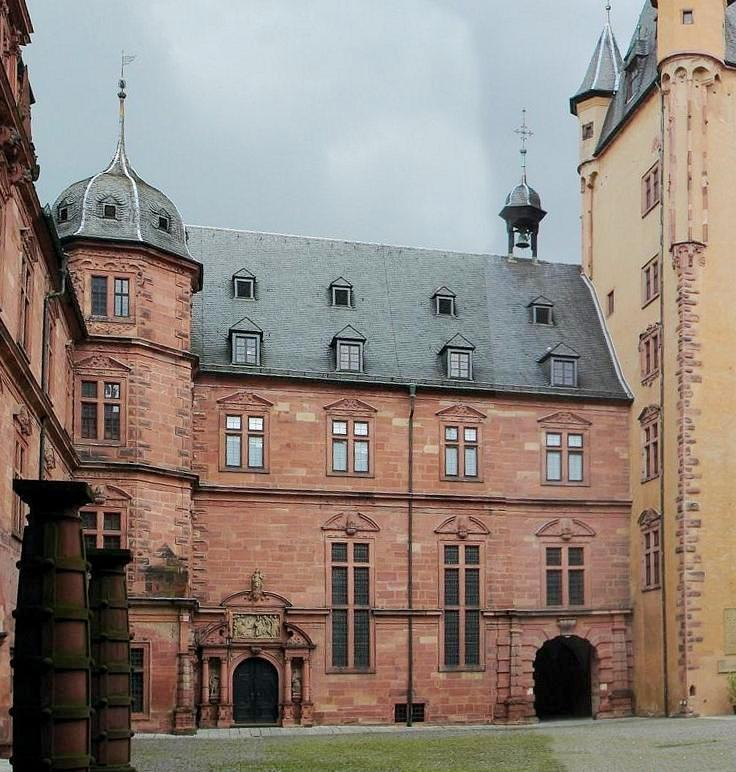
Schlosskapelle in der Westhälfte des Nordflügels von Schloss Johannisburg in Aschaffenburg

Die Schlosskapelle ist ein Sakralraum im Aschaffenburger Schloss Johannisburg. Sie ist Johannes dem Täufer  geweiht.

## Geschichte

### Kapelle der mittelalterlichen Burg
Aus dem Jahr 1285 stammt die älteste schriftliche Erwähnung einer vom Mainzer Erzbischof Werner von Eppstein geweihten „neuen Kapelle“ in der damaligen Burg auf dem jetzigen Schlossgelände. Erzbischof Werner hielt sich ab dem 18. Juli 1283 bis zu seinem Todestag, dem 2. April 1284, mehrmals längere Zeit in seiner Nebenresidenz Aschaffenburg auf. Die Weihe zu Ehren Johannes des Täufers dürfte daher in diesem Zeitraum liegen.
Auch nach der Zerstörung der Burg im Markgräflerkrieg 1552 bestand im erhalten gebliebenen Bauteil die Kapelle weiter.

### Im Renaissanceschloss
Von 1605 bis zum Einweihungsjahr 1614 ließ Kurfürst-Erzbischof Johann Schweikhard von Cronberg ein neues Schloss bauen und beauftragte damit den Straßburger Baumeister Georg Ridinger.
Die umfangreichsten Veränderungen ließ Kurfürst-Erzbischof Friedrich Karl Joseph von Erthal vornehmen, der 1792 vor anrückenden französischen Truppen aus Mainz nach Aschaffenburg geflohen war. Nach Plänen seines Hofarchitekten Emanuel Herigoyen wurde das Innere des Schlosses gegen Ende des 18. Jahrhunderts klassizistisch umgestaltet. In der Schlosskapelle wurden die beiden Emporen geschlossen. Hinter dem Altar blieben Treppe und Stein-Balustrade erhalten, der Aufgang wurde aber zugemauert. Nach einem Entwurf des Landbaumeisters Wolfgang Streiter, dem Nachfolger Herigoyens, baute Zimmermann Andreas Kleber 1803 in die westliche Empore der Kapelle eine geschlossene Patronatsloge mit einem halbrund in den Kirchenraum vorspringenden Erker ein. Auf dem Erker halten zwei Putten das Erthal-Wappen in den Händen.
Hofschreiner A. Clemens Eckart fertigte zwischen 1800 und 1802 einen mit Reliefszenen geschmückten Schalldeckel über der Kanzel im Empire-Stil. Er wird von einem Adler mit ausgebreiteten Flügeln und einer Blumenranke im Schnabel bekrönt.

### Zerstörung im Zweiten Weltkrieg und Wiederaufbau
Nachdem bereits im September 1939 die Staatliche Gemäldesammlung ausgelagert worden war, wies die Bayerische Schlösserverwaltung am 21. September 1942 das zuständige Landbauamt Aschaffenburg an, für den Altar der Schlosskapelle wegen der steigenden Luftgefahr umfassende Sicherheitsmaßnahmen zu treffen. Nach Anweisung sollte die 38 cm starke Wand so gestellt werden, dass sie bei Luftdruckeinwirkung nicht nach innen gedrückt werden kann und das Kunstwerk beschädigt, ebenso sollte mit der Kanzel verfahren werden. Wurde das Schloss von den ersten Luftangriffen im Oktober/November 1944 noch verschont, erhielt es am 21. November 1944 (Hauptangriff auf Aschaffenburg) fünf Sprengbombenvolltreffer. Beim zweiten schweren Angriff auf Aschaffenburg am 21. Januar 1945 wurde auch das Schloss schwer getroffen. Das Kreuzrippengewölbe der Schlosskapelle stürzte ein, doch die Schutzwand hielt. Die herannahenden Amerikaner erhielten am Karfreitag, dem 30. März 1945, Unterstützung durch Jagdbomber, deren Beschuss mit Phosphorgranaten das Schloss wie eine riesige Fackel brennend in sich zusammenfallen ließ.
Erst nach Abriss der Schutzwand im September 1945 konnte man das Ausmaß der Schäden am Altar feststellen. In den Zwischenraum waren brennende Teile gestürzt. Durch die große Hitzeentwicklung wurden die Köpfe, Arme, Beine und Engelsflügel abgeschmolzen bzw. abgesprengt. „Die Teile wurden eingesammelt und in der Wache des Schlosses untergebracht. Die Abdeckung des Altars wurde von der Militärregierung genehmigt.“.
1951 begann man den Dachstuhl über der Schlosskapelle zu errichten. Zehn Jahre später wurde das Netzgewölbe rekonstruiert. 1962 begann der Ansbacher Bildhauer Ingram Spengler mit der Restaurierung des Alabasteraltars, die 1975 vorläufig abgeschlossen wurde. Man hat nur die vorhandenen Teile eingesetzt, Ergänzungen wurden nicht vorgenommen. So blieb das Kreuz bis 1985 ohne Corpus. Ein Würzburger Bildhauermeister rekonstruierte den Corpus, der 1989 angebracht wurde. 1993 kamen aus Amerika vier Alabasterköpfe, die sich ein amerikanischer GI aus dem Trümmerschutt als Souvenir mitgenommen hatte, zurück nach Aschaffenburg und wurden wieder in den Altar integriert.
Da die bewegliche Einrichtung und die Kunstschätze während des Krieges ausgelagert waren, blieben sie erhalten. Sie werden in der Paramentenkammer des Schlosses gezeigt. Von allen bedeutenden Räumen des Schlosses hat allein die Kapelle ihre ursprüngliche Raumgestalt bewahren können.
Zur 400-Jahr-Feier des Schlosses im Jahre 2014 wurde der Altar aufwändig restauriert.
Eine 10-minütige Video-Installation zeigt auf beeindruckende Weise die Geschichte des Altars und erklärt seine Bedeutung en Detail. Diese Vorführung läuft dreimal pro Stunde jeweils zu den Öffnungszeiten des Schlosses.
Die Kapelle ist für Besucher nur im Rahmen einer Besichtigung des Schlosses zugänglich.

## Architektur und Ausstattung

### Portal

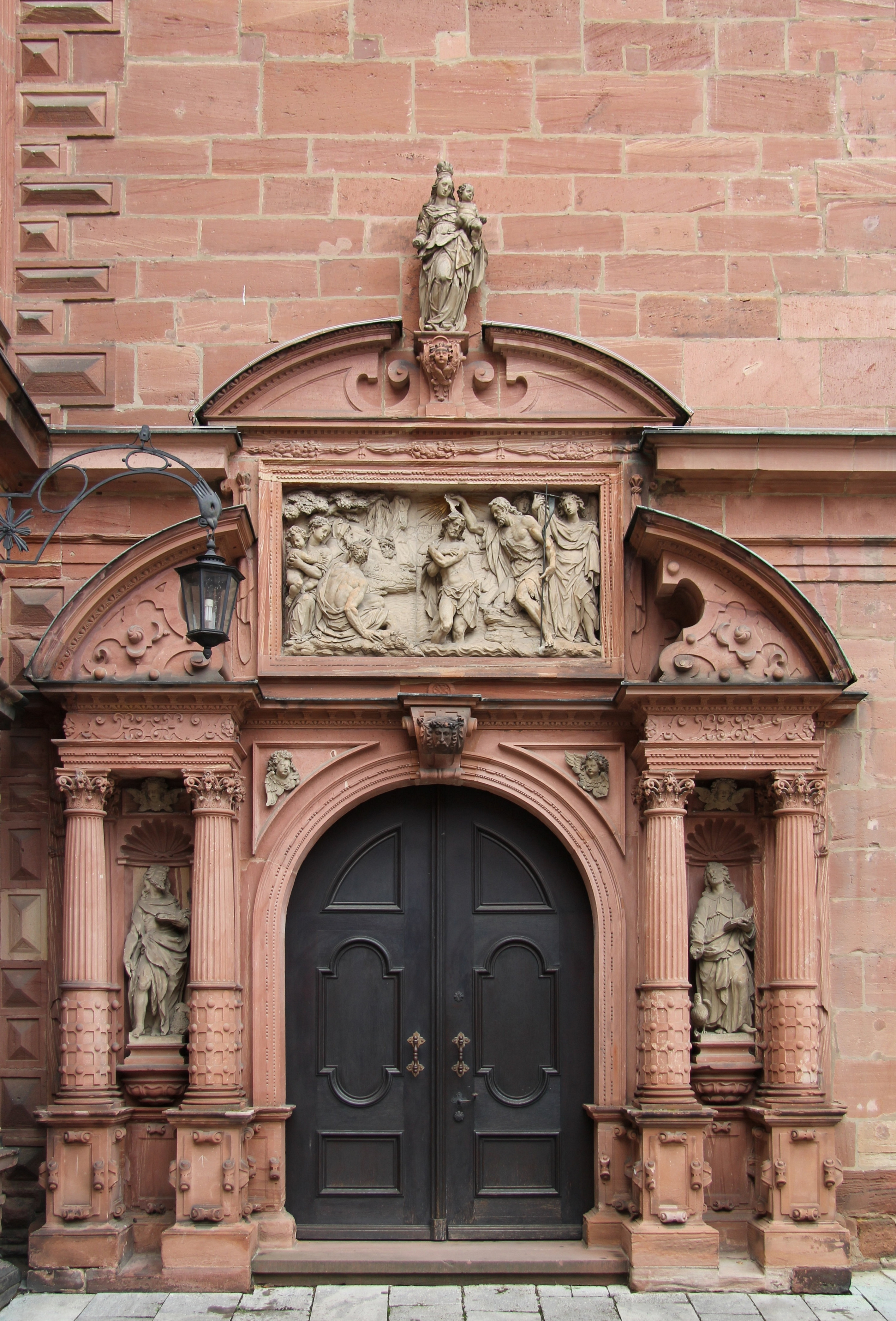
Portal der Schlosskapelle

Das Portal zur Schlosskapelle ist ein Gemeinschaftswerk des Schloss-Baumeisters Georg Ridinger und des Bildhauers Hans Juncker. Das Portal, leichter in den Proportionen als die Schlossarchitektur, bildet den triumphbogenartigen Rahmen für die Figuren. Beiderseits des Eingangs stehen zwischen kannelierten Säulenpaaren die beiden Johannes, Patrone des Schlosses und der Kirche: Johannes der Täufer links, im Fellgewand mit Lamm, und Johannes der Evangelist rechts, mit Adler zu den Füßen. Über dem Portal befindet sich ein Relief, die Taufe Jesu im Jordan darstellend; im Giebel eine gekrönte Marienfigur und dem Jesusknaben auf dem Arm. Das Portal besteht aus rotem Main-Sandstein und die Figuren aus Trachyt-Tuff.

### Innenraum
Die Kirche befindet sich in der Westhälfte des Nordflügels, angebaut an den Bergfried der mittelalterlichen Burg. Der rechteckige Raum zu fünf Jochen erstreckt sich über das Erdgeschoss und das erste Obergeschoss der Anlage. Das Gewölbe ist eine Tonne mit Stichkappen, mit Rippen rautenförmig figuriert; die Rippen ruhen auf Renaissancekonsolen. An der Ostseite befindet sich eine Empore über der Toreinfahrt, an der Westseite ein Oratorium (Privatempore für den Hof). Die dreijochige Unterwölbung öffnet sich gegen das Kirchenschiff mit Rundbogenarkaden, die Front zeigt Renaissancedekor. Die Fenster sind mit geradem Sturz, Mittelpfosten und doppeltem Kreuz in Stein gestaltet.
Ein Dachreiter mit einer kleinen Glocke, zur Schlosskirche gehörig, steht auf dem Dach des nördlichen Schlossflügels. Zwei Pfosten tragen ein achteckiges Kuppeldach mit Konsolengesims. Über der Kuppel ragt eine hohe Spitze.

### Altar

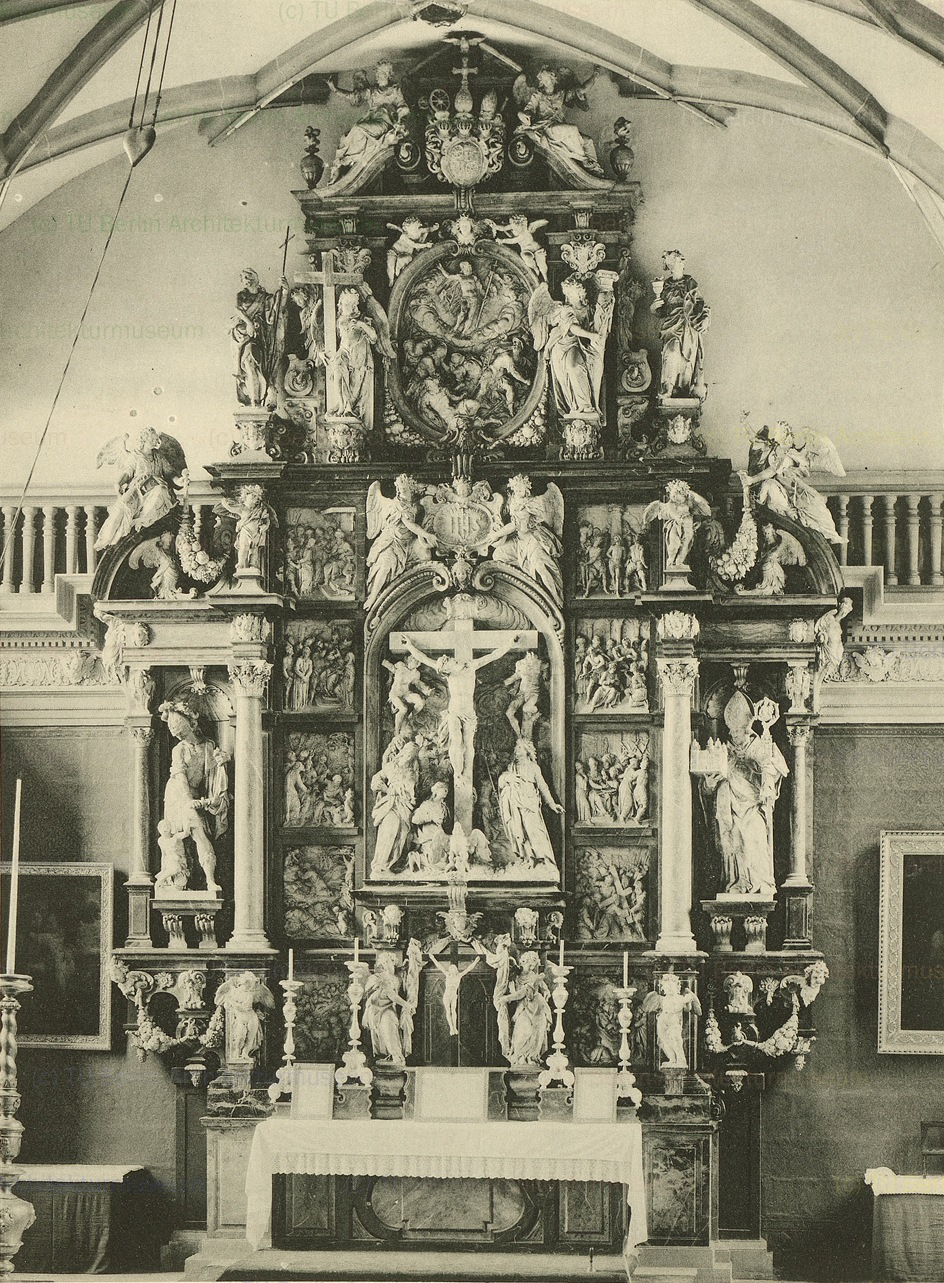
Altar (Aufnahme von Constantin Samhaber aus dem Jahr 1896)

Der Altar ist ein Meisterwerk von Johannes (Hans) Juncker In schwarzem und achatfarbigem Marmor reicht er bis zum Gewölbescheitel. Die 150 Figuren und die Ornamente sind in Alabaster ausgeführt. In der Mittelbahn, über dem achatfarbenen Marmortabernakel, steht, von Engeln flankiert, eine große Kreuzigungsgruppe: Jesus, Maria, Johannes, Maria Magdalena und die beiden Schächer, im Hintergrund Kriegsvolk. Über der Gruppe halten zwei Engel eine Kartusche mit Christusmonogramm. Zu beiden Seiten der Kreuzigungsgruppe befinden sich jeweils fünf Reliefs mit Passionsdarstellungen, im Auszug ein Relief der Auferstehung Christi, flankiert von zwei Engeln mit Kreuz und Geißelsäule; außen die beiden Johannes. Im gebrochenen Giebel sitzen zwei Engel, die Mitte bildet das Wappen des Erzbischofs Johann Schweickhard.
Die Seitenteile des Altares werden durch korinthische Säulen vom Mittelfeld getrennt und seitlich durch kleinere Säulen eingerahmt. In Muschelnischen steht links der Mainzer Bistums- und Aschaffenburger Stadtpatron St. Martin von Tours als römischer Soldat, der mit einem Bettler seinen Mantel teilt. Rechts steht der Erbauer des Schlosses, Johann Schweikhard von Cronberg mit dem Modell des Schlosses in der Hand. Putten, Vasen und Blumenranken ergänzen den Altarschmuck.
Der Altar, begonnen 1609, war bis zum Einweihungsjahr 1614 fertig. Danach arbeitete Juncker noch vier Jahre an der Kanzel.

### Kanzel

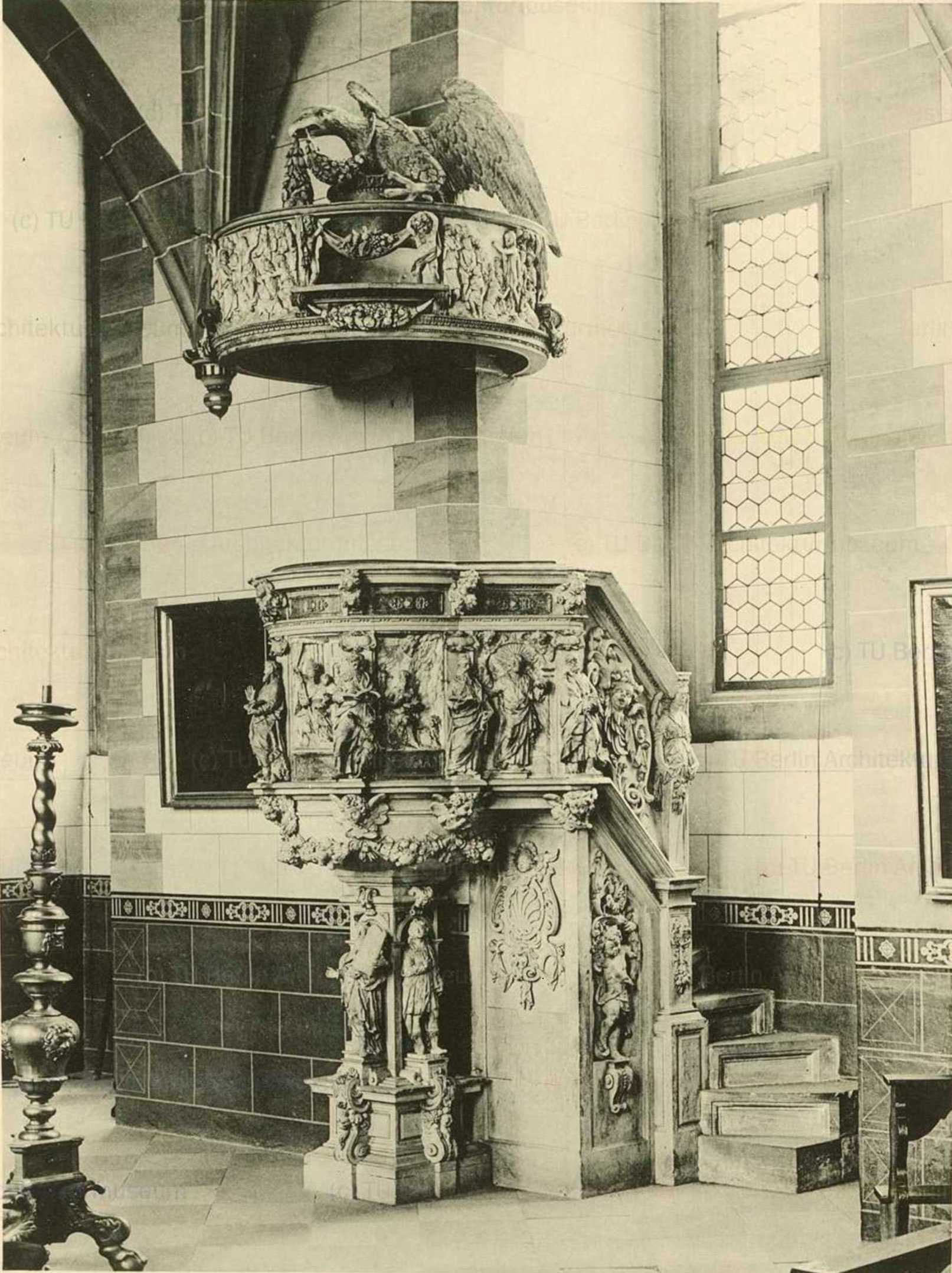
Kanzel (Aufnahme 1896)

Die Kanzel vollendete Hans Juncker 1618. Auf einem breiten Sockel erhebt sich ein etwas schmalerer Pfeiler, in dessen Nischen Mose, David und Salomo stehen.
Auf einem halbrunden Korpus ist der aus grauem Tuff gemeißelte Kanzelkorb aufgesetzt. Die Figuren bestehen aus Alabaster, der Fries aus rötlichem Marmor. An den Lisenen stehen die vier Evangelisten, dazwischen sind Alabaster-Reliefs mit der Darstellung der vier lateinischen Kirchenväter Ambrosius, Hieronymus, Augustinus und Gregor eingelassen. Am Übergang zur Stiege ist Christus als Weltenherrscher, segnend und die Weltkugel haltend, zwischen den Apostelfürsten Petrus und Paulus dargestellt. An der Stiegenbrüstung im Unterbau befindet sich ein Putto mit Akanthusranke, an der Brüstung ein Engelskopf mit Rankenwerk.
Schalldeckel von 1802 Empire-Stil (Erthalzeit).

## Nutzung
Die Schlosskapelle gehört zur Pfarrei Unsere Liebe Frau (Aschaffenburg) in der Pfarreiengemeinschaft St. Martin.
Für Taufen und Trauungen kann die Schlosskapelle von der Schloss- und Gartenverwaltung angemietet werden, ebenso für Konzerte und musikalische Darbietungen oder Lesungen im stilvollen Rahmen.
Zwei durch einen Mittelgang getrennte Bankreihen mit insgesamt 22 Bänken bieten ca. 160 Personen Platz.